# Conigephyra
Conigephyra este un gen de molii din familia Lymantriinae.